# 角館

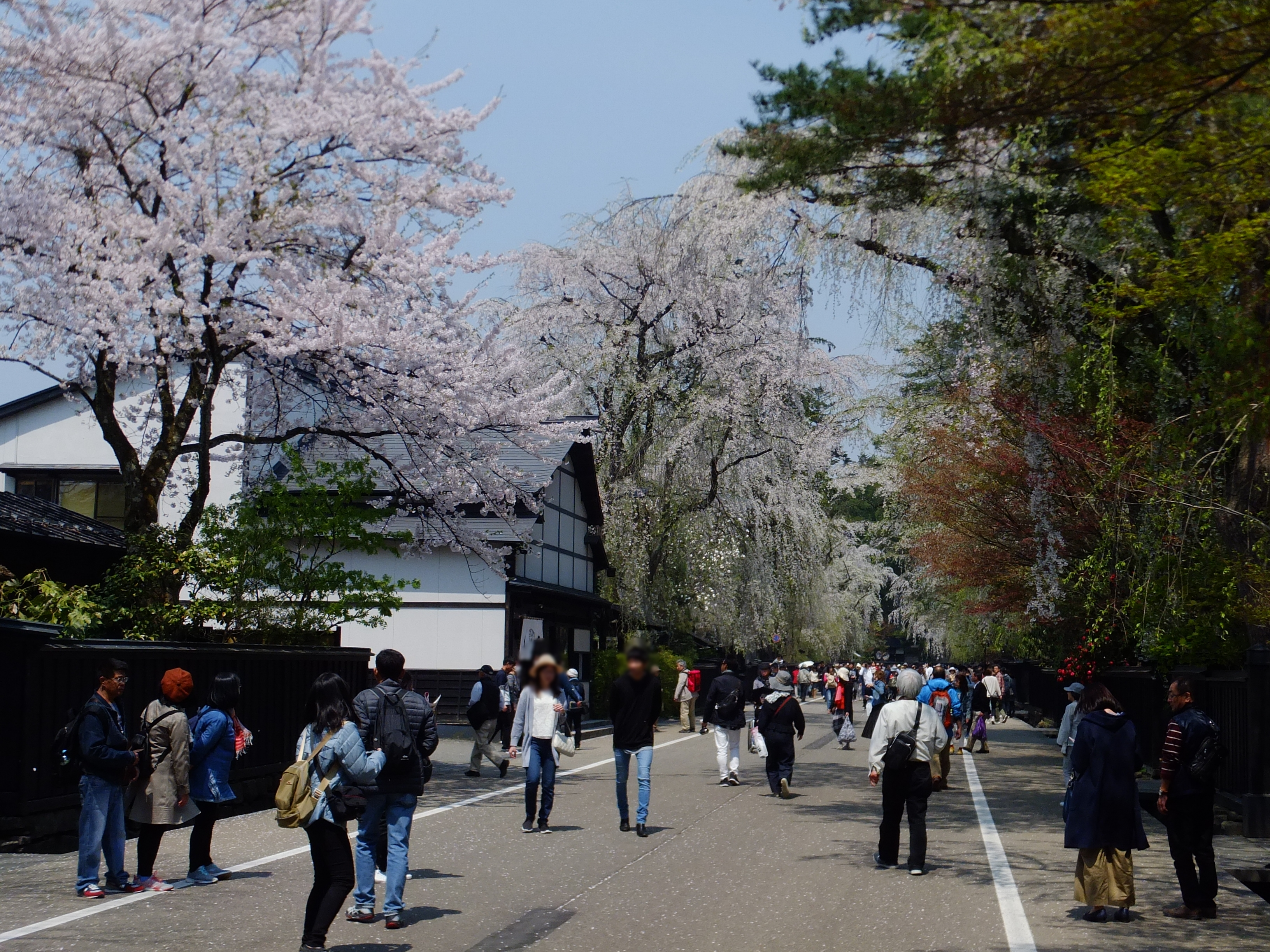
武家屋敷通り

角館（かくのだて、秋田弁:かぐんだで、かぐだで）は、秋田県仙北市の地名、および国の重要伝統的建造物群保存地区の名称。現在も藩政時代の地割が踏襲され、武家屋敷等の建造物が数多く残されており、「みちのくの小京都」とも呼ばれる。

## 歴史

### 前史
角館は戦国時代には戸沢氏の本拠地であった。関ヶ原の合戦後の1602年（慶長7年）、戸沢氏が常陸多賀郡へ転封、佐竹氏が秋田へ入部し久保田藩領となる。翌1603年（慶長8年）、佐竹義宣の実弟にあたる蘆名義勝が所預（ところあずかり）として角館に入った。

### 角館城下町の建設

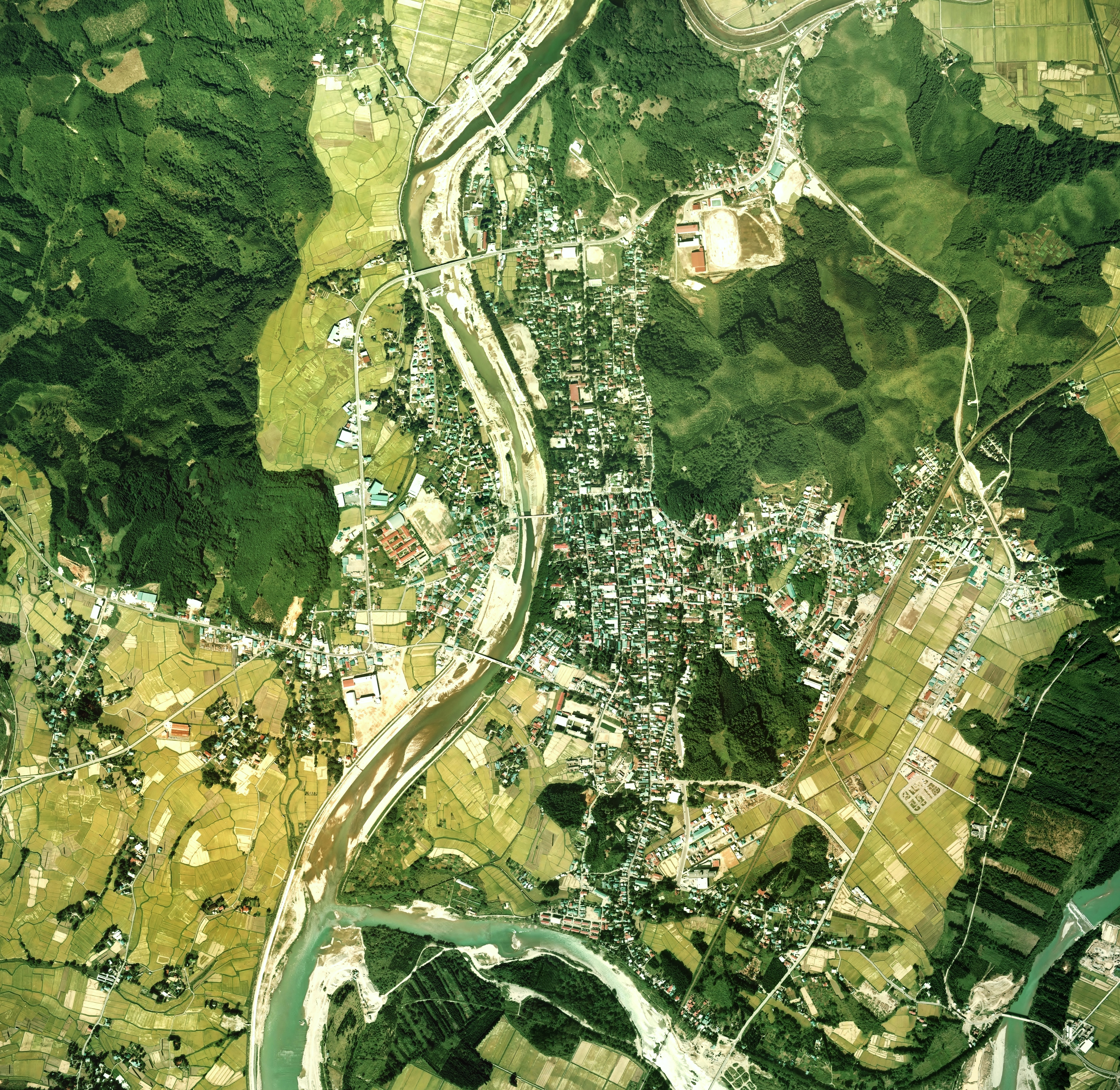
角館の空中写真。画像中央上部の小山が角館城の築かれていた古城山。北から南へ流れるのが桧木内川。川の東岸（左岸）の緑豊な街区が武家屋敷一帯。画像下方、東側より流れる川は玉川。強酸性のため水色が青く見える。1975年撮影の6枚を合成作成。
。

蘆名氏の入部当時、角館の城下町は角館城の築かれていた小松山（現古城山）の北側の麓にあったが、狭隘な上に、水害や火災にしばしば見舞われたことから、1620年（元和6年）、現在の位置である古城山の南麓へ町を移転させた。現在地は、西の檜木内川が自然の堀となっており、北が丘陵地となり、東には小残丘が点在して、南にひらけ、南西側は檜木内川と玉川の合流点があって天然の要害をなしている。
新しい城下町では、道路の幅員を広げるとともに見通しを避ける工夫をこらし、下水を整備し、火事対策を施して武家地、町人地、寺社を配置した。火事対策としては、南北に細長い町を東西に貫く形で中央に土塁を築いた「火除け地」をつくり、その北側を武士の居住区である内町、南側を町人の居住地である外町とした。同年、一国一城令により、角館城は破却された。なお、蘆名義勝は、当初は小松山の中腹に館を構えたが、義勝夫人が城中で妖怪を視たため居館を麓に移したという伝承がある。
蘆名氏の支配は3代続いたが、1653年（承応2年）の蘆名千鶴丸の死により蘆名氏が断絶。代わって1656年（明暦2年）に佐竹氏の分家である佐竹北家の佐竹義隣が角館に入り、以降明治まで11代続いた。

### 小京都
佐竹義隣の実父は京の公家・高倉家の高倉永慶であり、義隣は高倉家からの養子である（母が佐竹家の娘）。また、2代佐竹義明も公家・三条西家一門である西郊家の西郊実号の娘を正室に迎えた事から角館には多くの京文化が移入された。高倉家は衣紋道の家元であり、西郊家の本家にあたる三条西家は歌道と香道の家元であった。西郊家自体も歌道を代々伝承する家柄である。角館には小倉山などの京にちなんだ地名が見られるが、公家の出である義隣が京を懐かしんで付けたものだといわれている。

### 戊辰戦争
戊辰戦争では久保田藩は新政府側に立ったことから、奥羽越列藩同盟に参加した周辺諸藩の侵攻を受けることとなった。1868年（明治元年）8月28日には列藩同盟側が角館の目前まで迫る。角館側は西国諸藩の応援を得て町の南を流れる玉川を盾に防戦し、二日間にわたる攻撃を凌いだ。その後も戦局は好転せず、周辺の久保田藩側の拠点も次々と奪われ角館は次第に孤立、武器弾薬や生活物資の不足もはなはだしく、角館の放棄も取りざたされるほどであったが、9月17日-18日、東北諸藩が続々と新政府に降伏していくのを見た列藩同盟側が久保田藩領からの撤退を開始した。戊辰戦争では藩内各地が戦場となったが、角館は戦禍をまぬがれた。

### 明治以降
角館は藩政時代を通じて仙北郡の政治経済の中心地であったが、1871年（明治4年）の廃藩置県以降はその地位を喪失してゆく。大区小区制下の区役所や郡区町村編制法下の郡役所は大曲に置かれ、郡の中心地は大曲へ移った。
角館に転機が訪れるのは1976年（昭和51年）のことである。明治の近代化の影響を受けず残されてきた武家屋敷地区一帯6.9ヘクタールが「重要伝統的建造物群保存地区」として選定され、それをきっかけに多くの観光客が訪れるようになった。1997年（平成9年）の秋田新幹線開業後は観光客はさらに増加し、年間200万人を超えた。

### 略年表
- 15世紀初頭 - 戸沢家盛が角館城へ移る
- 1602年(慶長7年) -  戸沢氏が常陸国へ転封、佐竹氏の領地となる
- 1603年（慶長8年） -  蘆名義勝が角館に入る
- 1620年（元和6年） -  角館城破却、町を現在の位置へ移転
- 1653年（承応2年） -  蘆名千鶴丸死去
- 1656年（明暦2年） -  佐竹義隣が角館に入る
- 1868年（明治元年）8月28日、29日 - 奥羽越列藩同盟軍が角館に迫る
- 1889年（明治22年）4月1日 - 町村制施行に伴い、仙北郡角館町が発足
- 1921年（大正10年）7月30日 -  生保内線（現田沢湖線）開通、角館駅が開業
- 1934年（昭和9年）10月9日 - 檜木内川左岸堤防にソメイヨシノが植えられる
- 1974年（昭和49年）10月9日 - 「角館のシダレザクラ」が国の天然記念物に指定される
- 1975年（昭和50年）2月18日 - 「檜木内川堤（サクラ）」が国の名勝に指定される
- 1976年（昭和51年）9月14日 - 重要伝統的建造物群保存地区として選定される（日本で最初に選定された7地区の1つ）
- 1997年（平成9年）3月22日 - 秋田新幹線開業
- 2005年（平成17年）9月20日 - 角館町が田沢湖町・西木村と合併し、仙北市となる

## 観光

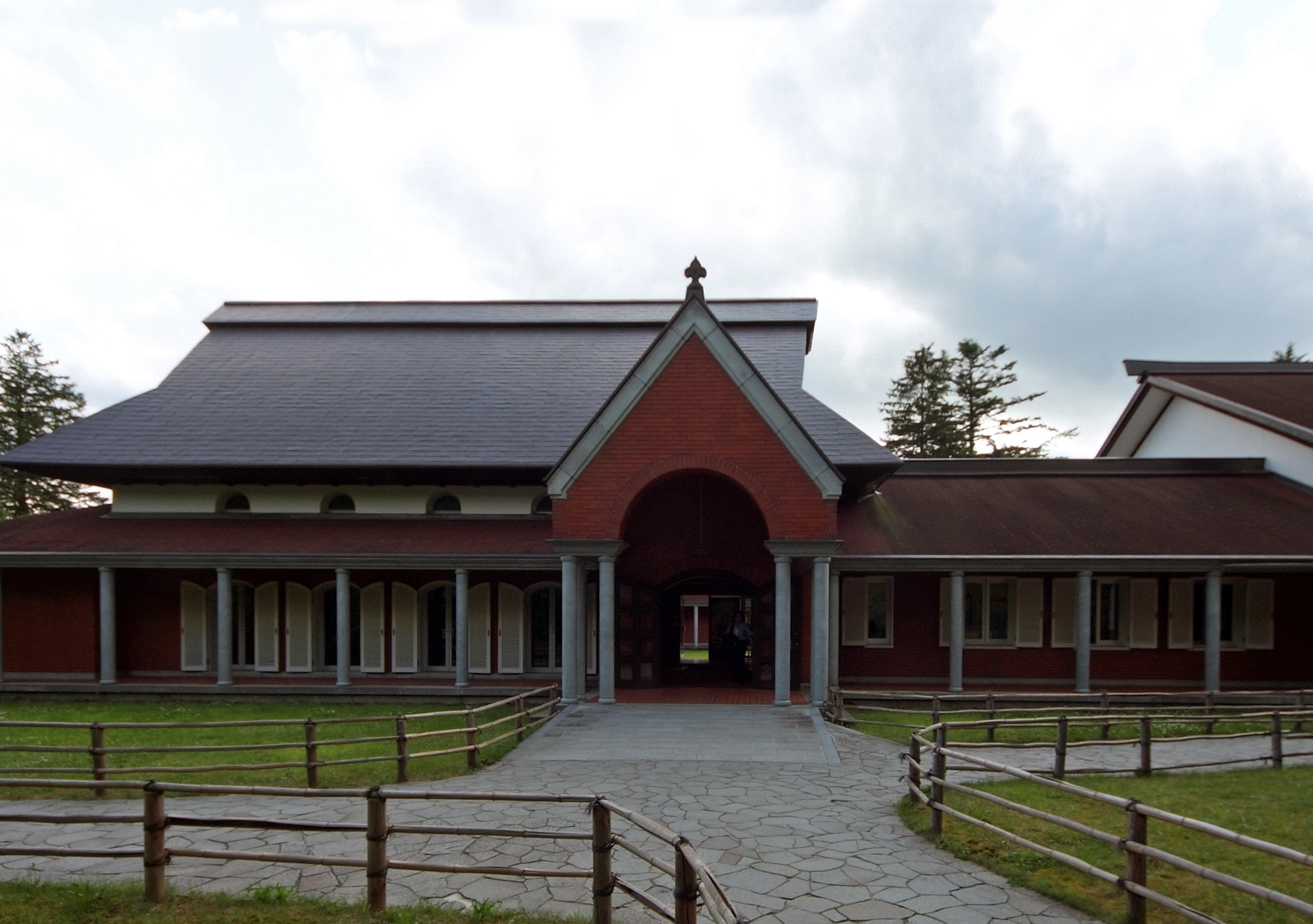
角館樺細工伝承館

角館は桜の名所として知られる。武家地のシダレザクラが「角館のシダレザクラ」として国の天然記念物に、檜木内川左岸堤防の桜並木は「檜木内川堤(サクラ)」として国の名勝に指定されており、また、「桧木内川堤・武家屋敷」として日本さくら名所100選にも選ばれている。シダレザクラは角館北家2代目佐竹義明の妻が嫁入り道具の一つとして持ってきたのが始まりとされ、樹齢300年以上の老樹など約400本が古い町並みの中に立ち並んでいる。また、檜木内川堤のソメイヨシノは1934年（昭和9年）に当時の皇太子（明仁上皇）の誕生を祝って植えられたもので、約2キロメートルにわたる桜のトンネルが形作られている。
角館では桜の見頃がゴールデンウィークと重なっていたこともあって、全国から多くの観光客を集めてきた。
しかし、近年は桜の開花時期が早まっており、観光客の減少が懸念されている。

### 名所・旧跡

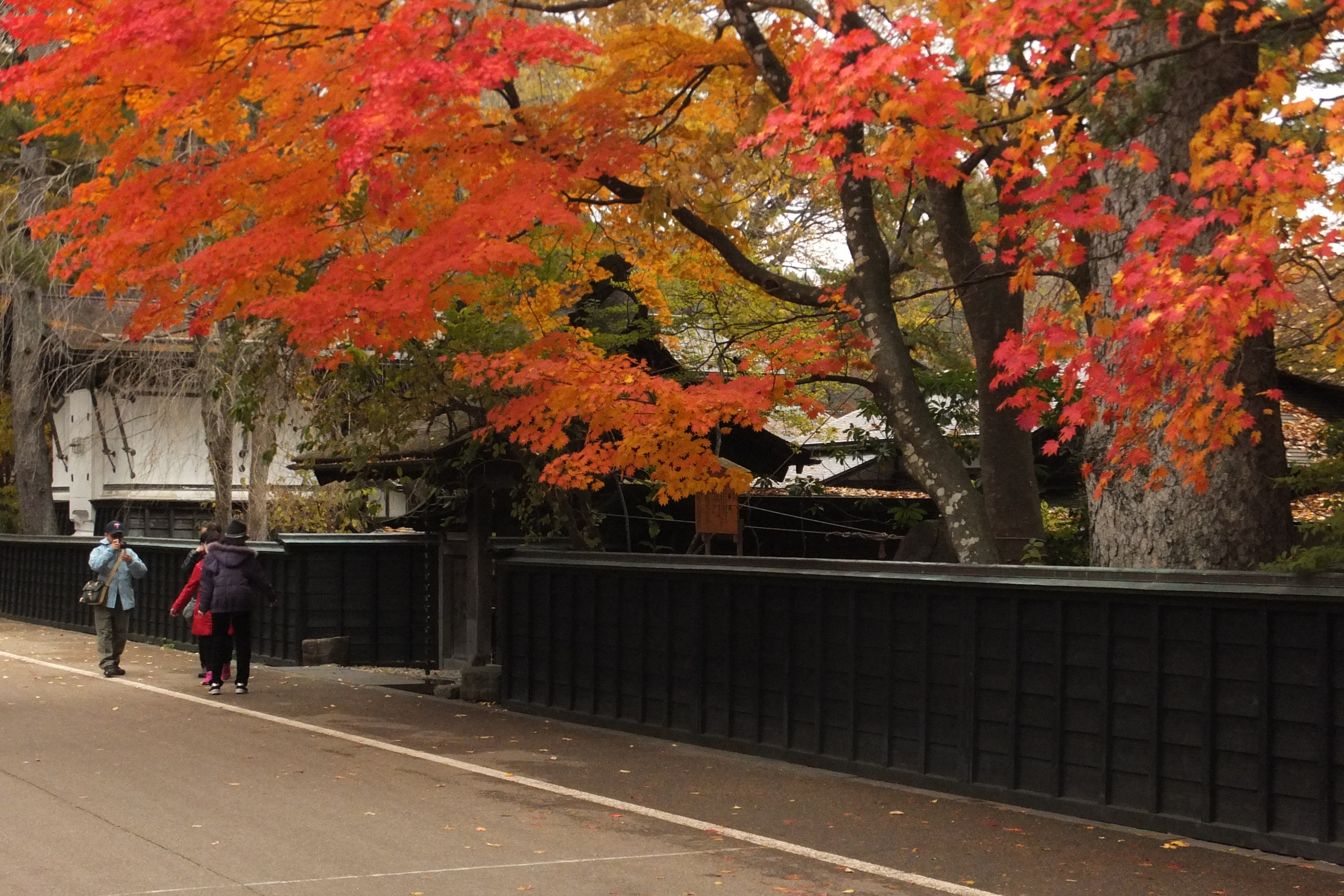
武家屋敷　青柳家

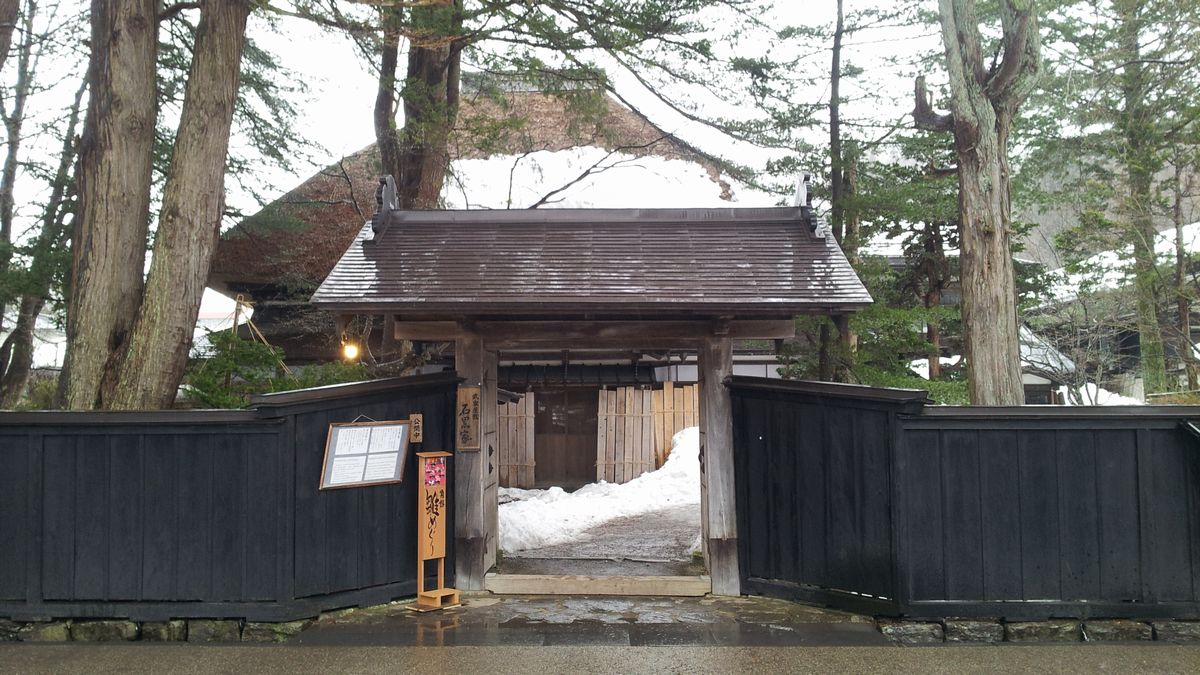
武家屋敷　石黒家

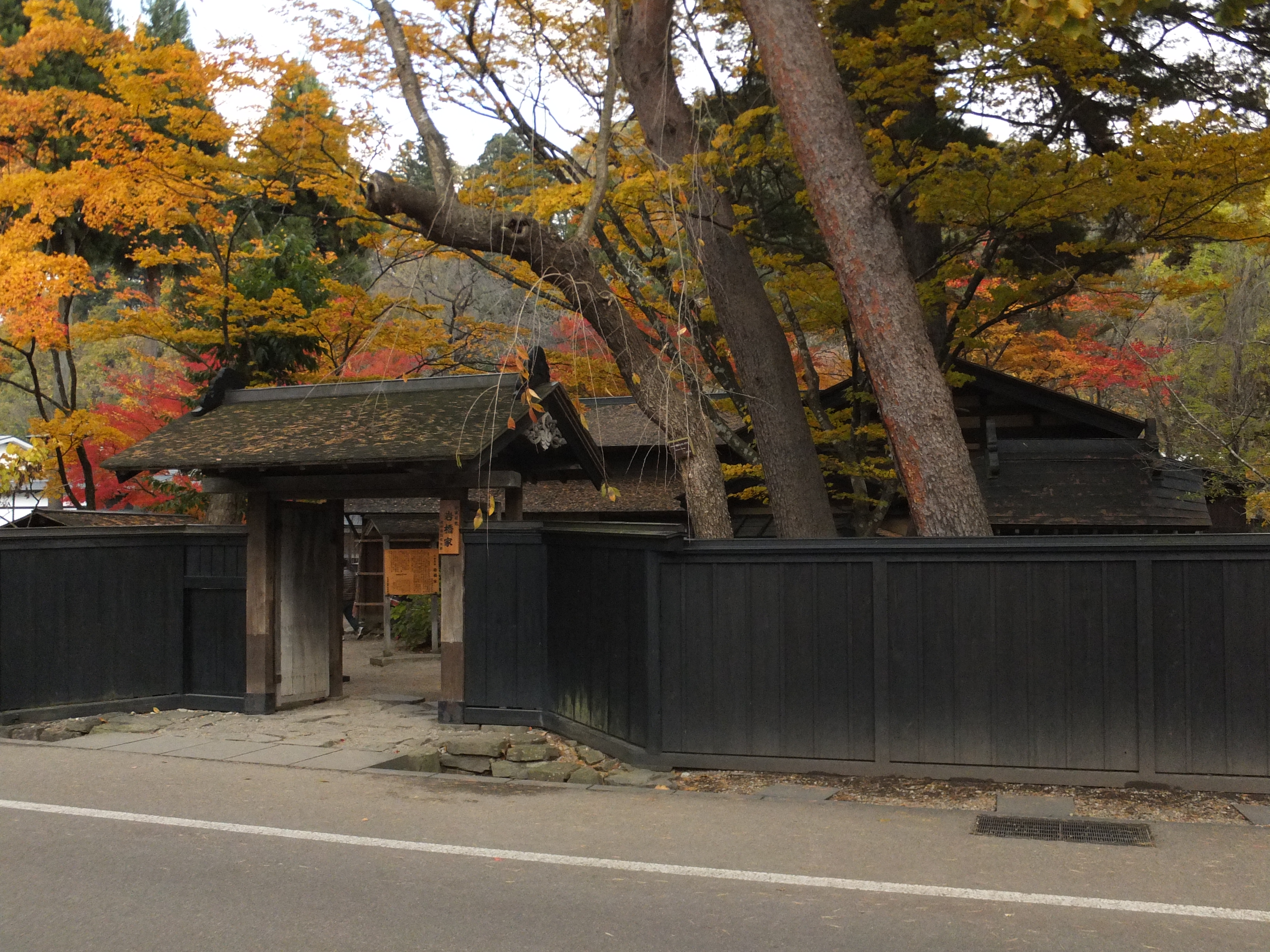
武家屋敷　岩橋家

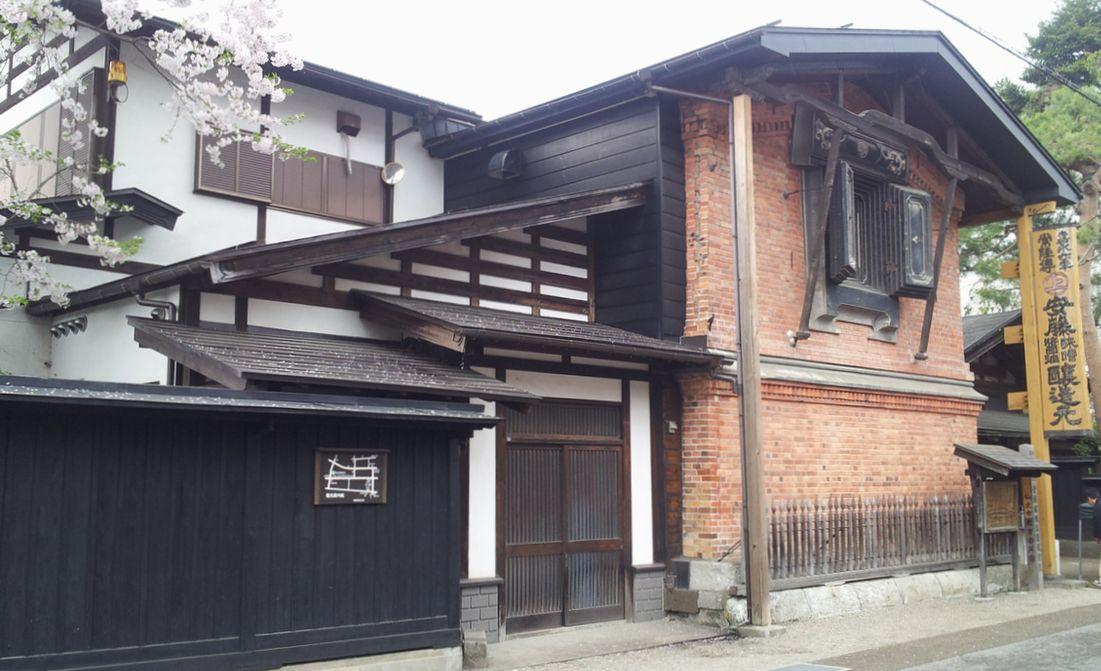
安藤醸造元

- 地割

角館では現在も藩政時代の地割が踏襲され、防衛を考慮したクランク形の道路などが見られる。武家地と町人地を分けた火除けそのものは現存しないが、火除け地の跡がのこっており、その一部には仙北市角館庁舎が建っている。
- 武家屋敷

かつての角館城の武家町（内町）を南北方向につらぬく武家屋敷通りに面して、石黒家、青柳家はじめ多くの武家屋敷が現存する。北に上級家臣の屋敷があり、道路に面して「馬つなぎの石」などの遺構がのこる。NHK連続テレビ小説「雲のじゅうたん」、映画「隠し剣鬼の爪」「たそがれ清兵衛」などのロケ地となった。
- 外町の商家

武士以外の人びとが住んだ外町（とまち）には老舗が多い。味噌や醤油を醸造する安藤醸造元は嘉永6年（1853年）の創業で明治に建てられた座敷蔵にはみごとな襖絵がのこる。
- 古城山城跡（古城山公園）
- 天寧寺

蘆名氏の菩提所
- 常光院

佐竹北家の菩提所
- 平福記念美術館
- 角館樺細工伝承館

### 特産品
- 桜皮細工（かばざいく）

ヤマザクラの木の皮を使った工芸品。天明年間に北家家臣の藤村彦六が技術を習得し、下級武士の手内職として定着。明治維新後、士族授産の一環として発達した。「樺細工」とも書く。
- イタヤ細工

イタヤカエデの幹を細く割き、籠などを編んだ工芸品。

### 祭事
- 火振りかまくら（2月13日 - 14日）
- 桜まつり（4月中旬 - 5月上旬）
- 角館のお祭り（9月7日 - 9日） - 国の重要無形民俗文化財（角館祭りのやま行事）

## 重要伝統的建造物群保存地区データ
- 地区名称：仙北市角館
- 種別：武家町
- 選定年月日：昭和51年9月4日
- 選定基準：伝統的建造物群及び地割がよく旧態を保持しているもの
- 面積：約6.9ha

## 交通
JR田沢湖線（秋田新幹線）・秋田内陸縦貫鉄道秋田内陸線：角館駅下車